# CDH6
La cadherina-6 es una proteína que en humanos está codificada por el gen CDH6.
Este gen codifica una cadherina clásica de tipo II de la superfamilia de las cadherinas. La proteína de membrana codificada es una glucoproteína de adhesión célula-célula dependiente de calcio, compuesta por cinco repeticiones extracelulares de cadherina, una región transmembrana y una cola citoplásmica altamente conservada. Las cadherinas median la unión célula-célula de manera homófila, contribuyendo a la clasificación de tipos celulares heterogéneos y al mantenimiento de estructuras ordenadas como el epitelio . Se ha observado una fuerte expresión transcripcional de este gen en líneas celulares de carcinoma hepatocelular y renal, lo que sugiere un posible papel en la metástasis y la invasión.

## Otras lecturas
- MacCalman CD, Getsios S, Chen GT (1998). «Type 2 cadherins in the human endometrium and placenta: their putative roles in human implantation and placentation.». Am. J. Reprod. Immunol. 39 (2): 96-107. PMID 9506208. doi:10.1111/j.1600-0897.1998.tb00341.x.
- Suzuki S, Sano K, Tanihara H (1991). «Diversity of the cadherin family: evidence for eight new cadherins in nervous tissue.». Cell Regul. 2 (4): 261-70. PMC 361775. PMID 2059658. doi:10.1091/mbc.2.4.261.
- Paul R, Ewing CM, Robinson JC (1997). «Cadherin-6, a cell adhesion molecule specifically expressed in the proximal renal tubule and renal cell carcinoma.». Cancer Res. 57 (13): 2741-8. PMID 9205085.
- Getsios S, Chen GT, Stephenson MD (1998). «Regulated expression of cadherin-6 and cadherin-11 in the glandular epithelial and stromal cells of the human endometrium.». Dev. Dyn. 211 (3): 238-47. PMID 9520111. doi:10.1002/(SICI)1097-0177(199803)211:3<238::AID-AJA5>3.0.CO;2-I.
- Kremmidiotis G, Baker E, Crawford J (1998). «Localization of human cadherin genes to chromosome regions exhibiting cancer-related loss of heterozygosity.». Genomics 49 (3): 467-71. PMID 9615235. doi:10.1006/geno.1998.5281.
- Shimoyama Y, Takeda H, Yoshihara S (1999). «Biochemical characterization and functional analysis of two type II classic cadherins, cadherin-6 and -14, and comparison with E-cadherin.». J. Biol. Chem. 274 (17): 11987-94. PMID 10207020. doi:10.1074/jbc.274.17.11987.
- Shimoyama Y, Tsujimoto G, Kitajima M, Natori M (2001). «Identification of three human type-II classic cadherins and frequent heterophilic interactions between different subclasses of type-II classic cadherins.». Biochem. J. 349 (Pt 1): 159-67. PMC 1221133. PMID 10861224. doi:10.1042/0264-6021:3490159.
- Strausberg RL, Feingold EA, Grouse LH (2003). «Generation and initial analysis of more than 15,000 full-length human and mouse cDNA sequences.». Proc. Natl. Acad. Sci. U.S.A. 99 (26): 16899-903. PMC 139241. PMID 12477932. doi:10.1073/pnas.242603899.
- Gerhard DS, Wagner L, Feingold EA (2004). «The status, quality, and expansion of the NIH full-length cDNA project: the Mammalian Gene Collection (MGC).». Genome Res. 14 (10B): 2121-7. PMC 528928. PMID 15489334. doi:10.1101/gr.2596504.
- Rual JF, Venkatesan K, Hao T (2005). «Towards a proteome-scale map of the human protein-protein interaction network.». Nature 437 (7062): 1173-8. PMID 16189514. doi:10.1038/nature04209.
- Liu T, Qian WJ, Gritsenko MA (2006). «Human plasma N-glycoproteome analysis by immunoaffinity subtraction, hydrazide chemistry, and mass spectrometry.». J. Proteome Res. 4 (6): 2070-80. PMC 1850943. PMID 16335952. doi:10.1021/pr0502065.
- Kimura K, Wakamatsu A, Suzuki Y (2006). «Diversification of transcriptional modulation: large-scale identification and characterization of putative alternative promoters of human genes.». Genome Res. 16 (1): 55-65. PMC 1356129. PMID 16344560. doi:10.1101/gr.4039406.

- Datos: Q17859871